# Bankstown
Bankstown là một khu hành chính địa phương nằm ở phía tây nam thành phố Sydney, thuộc bang New South Wales, nước Úc. Bankstown cách khu thương mại trung tâm Sydney 20 km.

## Lịch sử
Trước thời kỳ người châu Âu đến định cư, vùng đất này là nơi cư ngụ của cộng đồng thổ dân Bediagal. Vùng đất này tiếp giáp với lãnh thổ của bộ lạc thổ dân Dharawal và Darung. Những người thổ dân bản địa sinh sống tại đây luôn phản đối mạnh mẽ sự chiếm đóng của người châu Âu. Tuy nhiên, sự phản kháng của họ không thể kéo dài khi một loạt người đứng đầu bị giết hoặc bỏ tù vào năm 1816. Cũng trong năm này, một đại dịch đã bùng phát trong cộng đồng càng làm sụt giảm dân số bản địa tại đây, đánh dấu chấm hết cho sự phản kháng vốn yếu ớt của họ.
Vào năm 1795, Mathew Flinders và George Bass mở rộng khảo sát hơn 20 dặm dọc những vùng đã biết của sông Georges và phát hiện vùng đất lý thú này. Ngay sau đó hai người đã báo cáo cho thống đốc Hunter. Đích thân Hunter đến dọc hai bờ sông khu vực này để kiểm tra và quyết định biến nó thành một trong những khu vực cai trị đầu tiên. Ông đặt tên khu vực này là Bank's Town. Ngày nay, vùng đất này được biết với tên Bankstown do được viết gộp lại thành một từ.
Thống đốc Hunter chọn tên này để vinh danh nhà sinh vật học Sir Joseph Banks, người đã chu du tới Úc cùng thuyền trưởng James Cook năm 1770. Khu vực định cư đầu tiên của người châu Âu dọc theo con sông ngày nay là một phần của Công viên Mirambeena. Thành phố Bankstown ngày nay bao gồm một số khu vực rộng lớn thuộc Vườn Quốc gia sông Georges.
Một trăm năm sau khi được đặt tên, Bankstown được công nhận là một khu hành chính vào ngày 9 tháng 9 năm 1895. Thời điểm này cũng nhen nhóm nhiều triển vọng phát triển cho khu vực với những hứa hẹn về việc mở rộng hệ thống đường ray xe lửa kéo đến đây. Năm 1894, các hội đồng vùng Enfield và Auburn tuyên bố ý định biến Bankstown thành một phần của họ. Tuy vậy, một cuộc trưng cầu đã được tổ chức và với 300 chữ ký thu thập được, Bankstown vẫn giữ được vị thế độc lập. Cuộc bầu cử đầu tiên của khu vực này diễn ra ngày 2 tháng 11 năm 1895. Trong số 884 cử tri trên danh sách, 112 người đã đi bầu với tổng cộng 213 phiếu bầu. Mỗi người đóng thuế có quyền bầu trung bình 1,4 phiếu, dựa theo giá trị tài sản được định giá. Phụ nữ lúc này chưa được phép bỏ phiếu.
Tòa thị chính và các văn phòng của hội đồng thành phố được xây dựng năm 1898 tại khu vực phía bắc của đại lộ Hume (đường Liverpool), gần đường Rookwood (địa điểm khách sạn Three Swallows hiện nay). Các văn phòng này được dời về đặt trong một tòa nhà tại đường South Terrace (nay là Old Town Centre Plaza) vào tháng 6 năm 1918. Tòa nhà hiện nay vẫn nằm tại vị trí cũ và chứa trong nó một phố mua sắm nhỏ ở giữa.
Hội đồng thành phố Bankstown dời sang địa điểm mới thứ ba vào năm 1963 khi Trung tâm dân sự nằm ngay góc đường Chapel và The Mall được xây xong. Cũng được gọi với tên 'Roundhouse', ngày nay địa điểm này được sử dụng như một tòa nhà hành chính hoàn chỉnh. Còn tòa thị chính hiện nay được xây dựng năm 1973. Tòa nhà tại đây gặp hỏa hoạn ngày 1 tháng 7 năm 1997. Các cơ quan khi đó phải dời sang tòa Tháp dân sự Bankstown (tòa tháp màu xanh) năm 1999. Ngày 13 tháng 6 năm 2000, công viên trung tâm Bankstown ngày nay, nơi có tòa nhà hành chính cũ, đã chính thức được đặt tên Công viên Paul Keating.
Ngày 27 tháng 5 năm 1980, trong chuyến viếng thăm của Nữ hoàng Anh Elizabeth II, Bankstown được công nhận là thành phố.

## Kinh tế
Bankstown duy trì ngành công nghiệp mũi nhọn là hàng không, kỹ thuật và bảo trì tại sân bay Bankstown. Ngoài ra, Bankstown vận hành một số khu công nghiệp nhỏ, dịch vụ công và ngành bán lẻ. Khu hành chính này bị ảnh hưởng bởi tỉ lệ thất nghiệp cao bất thường và phải thực hiện chương trình kiểm soát thu nhập để giải quyết vấn đề này.

## Cơ sở giáo dục
Năm 1862, trường dòng Anh giáo lần đầu tiên được mở cửa tại đây. Trường được chuyển thành trường công lập năm 1867. Trường công lập đầu tiên của Bankstown được xây dựng năm 1880 ngay tại vị trí khu bảo tồn McLeod tọa lạc hiện nay. Năm 1882 có tổng cộng 49 nam sinh và 36 nữ sinh ghi danh. Hiệu trưởng đầu tiên của trường là Dugald McLeod, cũng là giáo viên đứng lớp từ khi trường thành lập cho đến năm 1912. Vị trí của giếng nước được trường sử dụng hiện nay được đặt một phiến đá tưởng nhớ. Trường đã được phá bỏ năm 1924, nhường chỗ cho trường Bắc Bankstown cùng năm. Từ đó về sau, Bankstown đã phát triển nhiều cơ sở giáo dục khác nhau, chẳng hạn như Al Amanah College, Bankstown Senior College, trường nữ Bankstown, trường Georges River Grammar, LaSalle Catholic College và St Euphemia College. Các trường cao đẳng đại học nằm trong khu hành chính gồm có TAFE Bankstown và Đại học Tây Sydney, cơ sở Bankstown.

## Thương mại
Quận thương mại trung tâm của khu hành chính Bankstown bao quanh ga xe lửa Bankstown. Khu vực này được gọi với tên Bankstown Plaza, cũng là nơi có một loạt nhà hàng và quán cà phê của các sắc dân sinh sống tại đây.
Centro Bankstown (trước đây được gọi là Bankstown Square) là một trung tâm mua sắm lớn, nằm về phía đông bắc của ga xe lửa Bankstown. Trung tâm này được mở cửa năm 1966 và sau đó được mở rộng một vài lần. Dự án gần đây nhất được hoàn thành ngày 22 tháng 6 năm 2006, với sự bổ sung của siêu thị Woolworths, siêu thị Big W, khu phố ăn "Fresh Life", cũng như nhiều cửa hiệu khác nhau cùng hơn 1000 chỗ đậu xe mới.
Thư viện tổng hợp Bankstown nằm trong khu The Mall hiện nay, được đưa vào phục vụ từ năm 1954. Trước đó tám năm vào năm 1946, Bankstown trở thành khu hành chính đầu tiên áp dụng đạo luật Thư viện năm 1939, bằng việc mở cửa Thư viện cho thiếu nhi, tọa lạc tại đường Restwell. Thư viện tổng hợp Bankstown cũ được phá đi năm 1981, nhường chỗ cho cơ sở hiện tại, mở cửa năm 1983.

## Giao thông
Ga xe lửa Bankstown nằm trên tuyến xe lửa Bankstown trong mạng lưới xe lửa Sydney. Tuyến xe lửa Bankstown được xây dựng tới ga Belmore năm 1895 và sau đó nối dài tới Bankstown năm 1909. Tuyến này được điện khí hóa năm 1926. Vào năm 1928, tuyến này được kéo dài thêm về hướng tây để nối vào tuyến xe lửa chính tại ga Lidcombe và tuyến xe lửa phía nam tới ga Liverpool. Bankstown là trạm trung chuyển xe buýt lớn của một số tuyến xe buýt đi qua khu vực.
Sân bay Bankstown được xây dựng năm 1940 trên một khu vực rộng 313 ha. Sân bay có 3 đường băng, một đường lăn mở rộng và một khu vực công nghiệp rộng lớn với hơn 170 doanh nghiệp hoạt động.

## Dân cư
Bankstown là một trong những khu vực đa sắc tộc nổi bật nhất tại Úc. Bankstown được xem là một trong những khu vực đa dạng văn hóa nhất với hơn 60 ngôn ngữ khác nhau được cư dân các sắc tộc sử dụng.
Thống kê năm 2011 cho thấy dân số của Bankstown là 30.572 người, với 50,5% nữ giới và 49,5% nam giới.
Độ tuổi trung bình của cư dân là 31 tuổi, thấp hơn sáu tuổi so với mức trung bình của Úc.
38,2% dân cư sinh sống tại Bankstown được sinh trong nước. Cư dân được sinh tại các nước khác bao gồm người gốc Việt Nam với 12,7%, gốc Li-băng 7,3%, gốc Trung Quốc 5,5%, gốc Macedonia 1,7% và gốc Pakistan 1,5%.
16,9% dân số nói tiếng Anh như tiếng mẹ đẻ, 23,5% nói tiếng Ả-rập, 17,3% nói tiếng Việt, 4,7% nói tiếng Quan thoại, 3,6% nói tiếng Quảng Đông và 3,3% nói tiếng Hy Lạp.
Tôn giáo chiếm số đông nhất ở Bankstown là Hồi giáo với 26,2%, 21,5% Công giáo, 12,2% Phật giáo, 8,7% không theo tôn giáo nào và 8,6% theo Eastern Orthodox.

## Khí hậu
Bankstown có khí hậu cận nhiệt đới ẩm (Phân loại khí hậu Köppen: Cfa). Giống như các khu vực khác ở phía Tây Sydney, khu vực này ấm áp và nóng vào mùa hè và có mùa đông không quá lạnh. Nhiệt độ trung bình vào mùa hè dao động trong khoảng 17.6 °C (63.7 °F) tới 27.8 °C (82.0 °F), dù những cơn gió hướng tây-bắc có thể làm nhiệt độ tăng lên tới +40 °C (104 °F). Trung bình một năm, Bankstown có khoảng 8,8 ngày có nhiệt độ cao trên 35 °C (95 °F). Nhiệt độ trung bình vào mùa đông dao động trong khoảng 5.9 °C (42.6 °F) tới 18.0 °C (64.4 °F). Trung bình, mỗi năm có khoảng một ngày có nhiệt độ hạ thấp dưới 0 °C.
Nhiệt độ cao nhất đo được tại Bankstown là 46.1 °C (115.0 °F) vào ngày 18 tháng 1 năm 2013, còn nhiệt độ thấp nhất là -4.0 °C (24.8 °F) ghi nhận được vào ngày 26 tháng 7 năm 1968. Lượng mưa trung bình hàng năm là 869mm, ít hơn mức trung bình của khu vực trung tâm Sydney, do những cơn mưa ngoài biển khó đi quá sâu vào đất liền.